# Hecznarowice
Hecznarowice (česky dříve Halčnarovice, vilamovsky Helciadiüf) jsou vesnice v jižním Polsku ve Slezském vojvodství v okrese Bílsko-Bělá v gmině Wilamowice. Leží ve Wilamovském podhůří na řece Pisarzówka, která se v severovýchodním katastrálního území vléva do Soły. Sousedí s městy Wilamowice na severozápadě a Kęty na jihovýchodě.
První písemná zmínka o Hecznarovicích pochází z roku 1457, kdy bylo Osvětimské knížectví, dosud léno Koruny české, prodáno polskému králi Kazimíru IV. Jagellonskému. Po prvním dělení Polska v roce 1772 se staly součástí Habsburské monarchii. Z hlediska kulturně-geografického se řadí k Malopolsku, resp. Západní Haliči.
Obec Hecznarovice tvoří kromě vlastního vesnického jádra osada Nowa Wieś za Sołą a východní část Harszówek Dolních, jejichž zbytek patří k Pisarzowicím.